# فرودگاه نیروی هوایی سلطنتی میلدنهال
فرودگاه نیروی هوایی سلطنتی میلدنهال (به انگلیسی: RAF Mildenhall) یک فرودگاه پایگاه نیروی هوایی است . این فرودگاه در کشور انگلستان قرار دارد .